# City College of New York
City College, voluit City College of The City University of New York, is een staatsuniversiteit in de stad New York. Het maakt deel uit van de City University of New York waarbinnen het een senior college vormt, en als het meest prestigieuze en academisch excellerende onderdeel van de hele instelling wordt gerekend.
Het werd in 1847 opgericht als een college door Townsend Harris onder de naam van de Free Academy, met missie "een Vrije Academie met als doel de voordelen van het onderwijs gratis uit te breiden naar personen die leerlingen zijn geweest in de gemeenschappelijke scholen van de stad en het graafschap New York". De Free Academy veranderde van naam tot City College. Het City College was de eerste gratis openbare instelling voor hoger onderwijs in de Verenigde Staten. Het is de oudste van de 24 instellingen voor hoger onderwijs van CUNY, en wordt beschouwd als het vlaggenschip van de universiteit. CCNY telde in het academiejaar 2018-2019 15.747 studenten.
Het City College of New York is georganiseerd in zes afdelingen, te weten het College of Liberal Arts and Sciences, de Bernard and Anne Spitzer School of Architecture, de School of Education, de Grove School of Engineering, de Sophie B. Davis School of Biomedical Education en het Macaulay Honors College College.
City College is sinds 1906 gelegen in Hamilton Heights, in het noordwesten van het stadsdeel Manhattan met uitzicht op het oostelijker gelegen Harlem, De 14 ha grote campus van City College ligt langs Convent Avenue tussen de 130e tot 141e straten. Het werd in eerste instantie ontworpen door de beroemde architect George B. Post in een Collegial Gothic bouwstijl, veel van de historische bouwwerken zijn geklasseerd als landmarks.
Het college roemt zichzelf omwille van zijn alumni tot wie meer dan tien Nobelprijswinnaars, een Fields Medalist, een Turing Award winnaar, drie Pulitzer Prize winnaars en drie Rhodes Scholars behoren. De Nobelprijswinnaars betreffen Julius Axelrod, Kenneth Arrow, Robert Aumann, Herbert Hauptman, Robert Hofstadter, Jerome Karle, Henry Kissinger, Arthur Kornberg, Leon M. Lederman, Arno Penzias, Julian Schwinger en John O'Keefe. Andere bekende of gelauwerde alumni zijn Abraham Beame, Benjamin Ferencz, Ed Koch, Jeff Barry, Ira Gershwin, Stanley Kubrick, Bernard Malamud, Jesse Douglas, Colin Powell, Mario Puzo, Faith Ringgold, A. M. Rosenthal en Jonas Salk.
Tot de pioniersstatus van City College die de cultuur van het Amerikaanse hoger onderwijs hebben helpen vormgeven horen ook de eerste studentenvertegenwoordiging in de VS (de Academische Senaat, 1867), de eerste fraternity die leden accepteerde zonder rekening te houden met religie, ras, kleur of geloof (Delta Sigma Phi, 1899), het eerste avondprogramma voor het behalen van een graad (School of Education, 1907) en, met als doel de slaapzalen van de universiteiten op raciale wijze te integreren, de eerste algemene staking in een gemeentelijke instelling voor hoger onderwijs onder leiding van de studenten (1949).
De hoofdcampus wordt bediend door de metro van New York met de stations 137th Street-City College, 145th Street en 135th Street.